# Gimnàs (antiga Grècia)

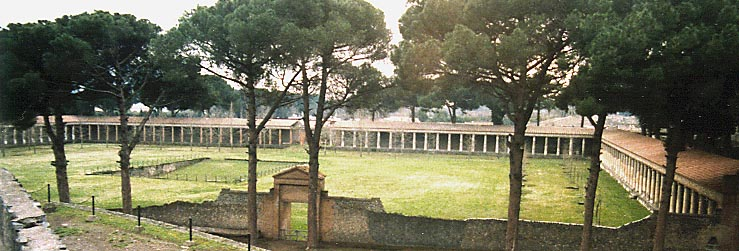
Gimnàs de Pompeia, vist des de dalt del mur de l'estadi. La depressió al centre-esquerra era plena d'aigua i servia per a pràctiques de natació. A la dreta (parcialment oculta darrera d'un arbre) es troba una línia de troncs d'arbres carbonitzats, restes dels arbres que hi havia a la palestra i que es van cremar a l'erupció volcànica de l'any 79.

El gimnàs a l'antiga Grècia era una institució dedicada a la instrucció física i espiritual. També funcionava com una instal·lació d'entrenament per competidors en jocs públics. Era també un lloc per a socialitzar i per trobar grups amb els quals es compartissin idees. El nom prové del grec gymnos, que significa nuesa. Els atletes competien nus, una pràctica per donar major realç a la bellesa de la figura masculina i femenina, a més de com a tribut als déus. Alguns tirans van témer que les instal·lacions del gimnàs es tornessin un lloc de pederàstia entre aquells que el freqüentaven. La gimnàstica i la palestra estaven sota la protecció d'Hèracles, Hermes i, a Atenes, de Teseu. «Gimnasium» és una paraula llatina derivada del vocable grec antic «gymnasion» (γυμνός), que significa nuesa i relacionat amb el verb «gymnazein», el significat especial era "fer exercici físic". Aquest verb posseïa aquest significat a causa que l'exercici es realitzava sense roba. El gimnàs era usat per a l'exercici, bany comunal, centre d'estudis i punt de reunió per filòsofs. En català, el substantiu gimnasta és una deformació del grec «gymnastēs», que originalment significava entrenador.

## Organització de la gymnasiontica a l'antiga Grècia
El gimnàs era una institució pública (i una escola privada) on nens i joves rebien entrenament en exercicis físics. La seva organització i construcció estaven dissenyades per cobrir aquesta necessitat, encara que el gimnàs era usat per a altres fins també.
Alguns dels exercicis que es feien al gimnàs eren: Cursa, llançament de disc, salt de longitud, lluita, pancraci i pugilat.

## Orígens, regles i assistents

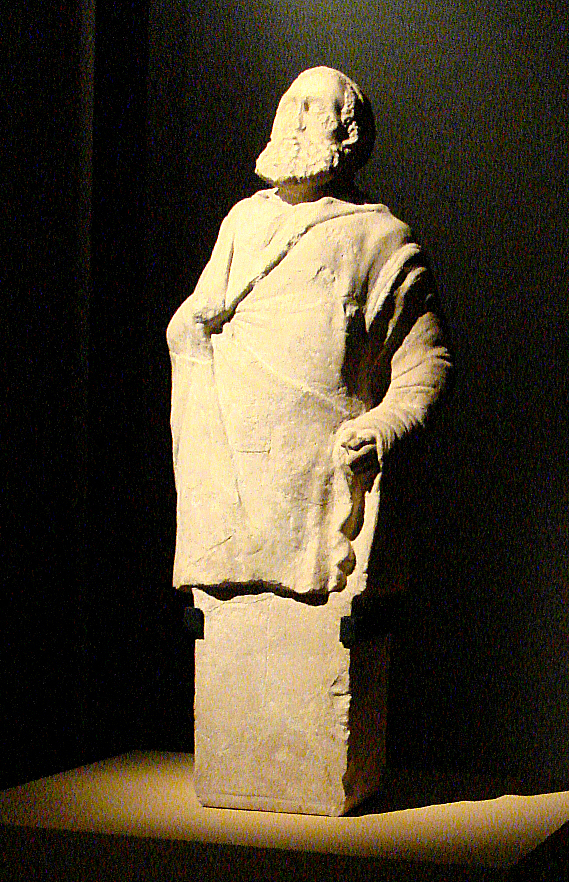
Un figura hermáica d'un ancià, de la qual es pensa podia representar un entrenador del gimnàs; sostenia una barra llarga a la seva mà dreta.

Les proves atlètiques per a la instrucció estava destinat el gimnàs formaven part dels costums socials i espirituals dels grecs des de molts segles enrere. Les proves es realitzaven en honor dels seus herois i déus, formant algunes vegades part d'un festival periòdic (com els Jocs Olímpics de l'antigor) o d'un ritual fúnebre.
L'agitada vida dels grecs lliures (que s'emprava en activitats a l'aire lliure) els impulsava a competir en aquestes justes, que van ser un element important en la cultura de Grècia. El campió en les competències esportives en honor d'un déu, encara que no era premiat amb un trofeu material, era recompensat amb l'honor i respecte dels seus conciutadans. L'entrenament per a les competències majors incumbia a tot el públic, així que edificis especials eren dissenyats per a aquest ús. La victòria en jocs religiosos grans explicava com un triomf per a tota la ciutat estat.
La protecció dels gimnasos atenesos era conferida a Teseu. Soló va crear un important nombre de lleis amb aquest tema, que es limitaven a la regulació dels recintes en temps de Clístenes (entre els anys 500 aC i 400 aC). La pràctica de l'exercici en la nuesa va tenir els seus començaments en el segle vii aC. Es creu que el costum va començar a Esparta i va ser causa de l'erotització de l'anatomia masculina. El mateix propòsit és atribuït a la tradició d'oliar el cos, un costum bastant costós per al gimnàs (i en el qual s'invertia la major part dels fons que s'hi invertien).
La fascinació amb l'estructura corporal masculina, reflectida en els costums esmentades, es vinculen amb la introducció de la pederàstia com a institució. Aquest complex Atletisme-pederàstia va tenir els seus començaments en les tradicions d'Esparta, al començament del segle vii aC i ràpidament es va dispersar en totes les ciutats estat.

### Organització a Atenes
Al principi, el gimnàs només consistia en un terreny tancat o tancat l'interior es dividia en zones per als diferents exercicis. Així era l'antic d'Elis segons el descriu Pausànies, constituint per la seva forma una senzilla àgora.
Posteriorment, a mesura que l'arquitectura es desenvolupava es van transformar aquests locals. Es van construir amb elegància, les seves portes i parets es van cobrir de pintures i llavors, van començar a servir més de per als exercicis corporals, per als intel·lectuals, doncs allí es reunien els filòsofs, retòrics i literats citant als seus deixebles i donant-los conferències sobre temes literaris i científics. Comprenien llavors, els gimnasos sales cobertes, passeigs en ombra, pòrtics columna, bany si fa el refinament del gust podia exigir per a aquella concurrència.
Totes les ciutats de Grècia d'alguna importància tenien el seu gimnàs situat als afores i al costat d'algun bosc en general. Atenes posseïa tres gimnasos:
- l'Acadèmia, que a l'origen va ser un terreny pantanós del Ceràmic;
- El Liceu, al qual s'arribava després de travessar el riu Iliso;
- El Cynosargos, situat al turó del mateix nom.

A Atenes, deu gimnasiarca eren reconeguts anualment, un de cada família. Aquests oficials es rotaven en una sèrie de treballs; eren els responsables d'entrenar individus per a les competències, coordinar els jocs a Atenes, motivar moralment als atletes i decorar i donar manteniment al gimnàs. El ser un gimnasiarca era un servei públic de bastant reconeixement de la comunitat.
Els paedotribae (pedotribas) i els gymnastae eren els responsables d'ensenyar els mètodes de tècnica en diversos exercicis, així com de triar els exercicis adequats d'acord amb l'edat. Els gymnastae també eren responsables de supervisar als pupils i subministrar remeis si aquests no se sentien bé. Els aleiptae oli el cos dels joves, actuaven com els seus metges i administraven tot medicament prescrit.

### Edificació
Els gimnasos eren amplis espais arquitectònics distribuïts en zones específiques per a cada tipus d'exercici. Estaven compostos comunament per exedres, pòrtics i variades dependències, com una palestra, banys públics, i zones per practicar amb clima advers. Els gimnasos d'Atenes van ser construïts fora dels murs de la ciutat en virtut de la gran quantitat d'espai requerit per a ells.
En l'època clàssica, els gimnasos podien comptar amb les següents dependències:
- Pòrtics senzills que envoltaven tot l'edifici; solien ser dobles en la part meridional, per millor protegir-se del sol i la pluja;
- Exedre columnades; podien estar en els pòrtics i haver-hi una més gran en el pòrtic principal.

i diverses estances menors (oikoi, akroatéria), com ara:
- L epistasion, o sala de vigilants,
- L apodyterion, o vestuari,
- El Loutron, o sala per rentar-se,
- El konisteion i l'alipterion, on es van empastifar el cos amb pols, olis o essències,
- El sphairisterion, on es practicava el joc de pilota i el púgil,
- El korykeion, per entrenar-se amb un pesat sac de sorra,
- El pyraterion, per al bany amb aigua calenta i vapor,
- El propnigeion, sala per escalfar l'aigua,
- El xustós, pista coberta, pòrtics sota els quals els atletes s'exercitaven a l'hivern,
- La paradromis, o pista descoberta;

i altres zones, com:
- La palestra pròpiament dita, on s'exercitaven en la lluita i el pugilat,
- Grans alberedes amb terreny natural per a les carreres,
- El gramateo o lloc on es conservaven els fitxers atlètics,
- L efebus, on els joves anaven al matí per exercitar l'abric de les mirades del públic.

## Desenvolupament històric i aportacions culturals
Els gimnasos de l'antiguitat grega aviat es van transformar en més que espais on es realitzava exercici. Aquest desenvolupament es va donar per l'estreta relació que els grecs establien entre l'atletisme, l'educació i la salut. L'entrenament físic i la conservació de la salut i la força eren parts substancials de l'educació dels infants. Excepte el temps dedicat a les lletres i la música, la instrucció dels nens es donava majorment en el gimnàs, on també se'ls inculcaven bases de moral i ètica. Els filòsofs i els sofistes sovint sostenien discussions i realitzaven lectures de discursos en aquests recintes.
Plató va considerar els exercicis realitzats en els gimnasos com a part important de l'educació (vegeu La República de Plató).
Hi ha textos mèdics que daten de l'època que prescrivien exercicis especials per patiments específics. Avui dia, això també passa en la pràctica mèdica, on l'exercici és recomanat pels metges.
Els gimnasos grecs mai van ser populars entre els romans, els qui creien que l'entrenament dels nens els conduïa a l'ociositat i la immoralitat.
Durant l'edat mitjana, les justes a cavall i els esports de camp de diversos tipus van causar que el cultiu del cos es deixés de costat.